# Rollspel

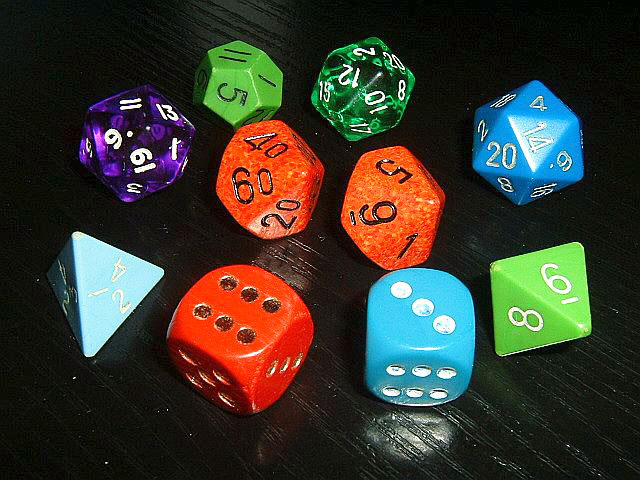
Typiskt för rollspel är rollspelstärningar.

Ett rollspel är ett sällskapsspel där deltagaren gestaltar en rollperson, ett alter ego eller rollfigur. Ibland har det även kallats bordsrollspel eller "penna- och papper-rollspel". Spelformen är en utveckling av miniatyrstridsspel; det första – Dungeons and Dragons – lanserades 1974.

## Utövande
Rollspel kan utövas på olika sätt. Den vanligaste metoden bygger på en uppdelning av sysslor mellan deltagarna där en agerar spelledare och övriga spelare ansvarar för var sin rollperson. Spelet sker som en dialog där spelledaren beskriver en situation med platser och miljöer och eventuella bifigurer, så kallade spelledarpersoner. Spelarna bestämmer själva vad deras rollpersoner gör eller säger varpå spelledaren svarar genom att beskriva konsekvenserna av dessa handlingar. Proceduren upprepas sedan. Många rollspel har spelregler där rollpersonens egenskaper och kompetenser beskrivs med siffror. Genom att rulla en tärning och jämföra utfallet med rollpersonens värden kan konsekvenserna av en handling bestämmas på ett neutralt sätt.

## Spelstilar
Rollspel kan spelas på många olika sätt. 
- Friform
- Story Gaming
- OSR

## Historik
Vår tids bordsrollspel härstammar alla på ett eller annat sätt från Dungeons & Dragons som gavs ut av TSR, Inc. 1974. Dungeons & Dragons, som skrevs av Gary Gygax och Dave Arneson, var en utveckling av Arnesons figurspelskampanj som använde sig av Gygax regelsystem "Chainmail". 
På svenska blev Drakar och Demoner (1982) det första stora rollspelet som med tiden kom att sälja i cirka hundratusen exemplar. Den svenska versionen av Dungeons & Dragons som kom några år senare (1986) lyckades aldrig göra några större insteg på affärernas hyllor.
1988 började några större rollspelsgrupper att engagera sig i föreningsform och bildade Svenska rollspelsförbundet, som kort därefter blev Sverok. Genom Sverok har rollspelshobbyn fått tillgång till statsbidrag som möjliggjort konvent och spellokaler i högre utsträckning än tidigare.

## Kritik och kontrovers
Rollspelande var - speciellt under 1980- och 1990-talet - föremål för kritik och kontrovers. En 15-åring hittades den 21 november 1994 mördad vid en skola i Bjuv. Mördarna var 16 och 17 år gamla. Mordet fick stor uppmärksamhet i media, och misstänktes av många ha stark koppling till rollspel. Debatten om rollspel har i Sverige bland annat förts av personerna Didi Örnstedt och Björn Sjöstedt, vilka 1997 publicerade boken De övergivnas armé.
Den huvudsakliga anledningen till kritik har varit rollspelens innehåll av våld. Jämfört med det samhälle vi lever i innehåller rollspelen ofta avsevärt större mängder våld. Detta har lett till en oro att rollspelande kan sättas i samband med självmord och våldsdåd. Någon koppling till våldsutbrott har dock inte kunnat påvisas. Trots detta har media givit extra uppmärksamhet åt våldshändelser då dessa inträffat i anslutning till rollspel, rollspelare eller lajvare. Rollspelssamhället har uttryckt att de upplever såväl kritiken som mediauppmärksamheten som överdriven, oinformerad och i vissa fall direkt felaktig. Uppmärksamheten har liknats vid moralpanik.
Under 1990-talet genomförde Ungdomsstyrelsen i Sverige en undersökning vilket mynnade ut i rapporten "Rollspel som fritidssysselsättning". I denna rapport menade Ungdomsstyrelsen att rollspel som hobby är en bra fritidssysselsättning för ungdomar. Att ungdomar organiserar sig inom rollspelsföreningar som Sverok "bidrar till att ge möjligheter för ungdomar att få föreningsvana, lära sig demokratiska arbetsformer med mera" enligt rapporten. Rapporten användes som underlag när Kulturutskottet utredde tre motioner av Bengt Silfverstrand (s) och Birthe Sörestedt (s). Motionerna föreslog att neka Sverok statliga bidrag. Utskottet hänvisade till rapporten och rekommenderade att riksdagen skulle avslå motionerna, vilket också skedde. Sverok är idag den ungdomsorganisation som uppbär störst statligt bidrag.
Efter detta har debatten om rollspel och påståendena om skadliga effekter i praktiken dött ut. Förutom Ungdomsstyrelsens rapport kan detta bero på att den första generationen svenska rollspelare har uppnått medelålder. I och med detta har de lättare att framföra sin åsikt om att rollspel inte är skadligt. Värt att notera är att dokusåpan Riket, som SVT visade 2004-2005, innehåller element av rollspel.

## Rollspelsorganisationer
Spelhobbyförbundet Sverok samlar spelintresserade medlemmar, däribland rollspelare och lajvare.
Sedan slutet på 1970-talet har det på många orter i Sverige anordnats konvent där rollspelare träffas för att spela.

## Svenska rollspelsföretag
Exempel på svenska företag som gör rollspel är: Äventyrsspel, Neogames, Riot Minds, Fria Ligan, Rävsvans förlag, SagaGames, Rävspel, Mindless Gaming, MylingSpel, Åskfågeln förlag, Eloso förlag, Daniel Lehto AB, Bläckfisk Förlag, Helmgast mfl.

## Andra sorters rollspel

### Internetrollspel
Internetrollspel är olika former av rollspel som spelas över internet. För det mesta är det ganska likt bordsrollspel, men poängfördelning och slag med tärning brukar oftast skötas i bakgrunden. Ibland spelas det med en SL (spelledare), men oftast är rollspelet helt fritt.

### Forumsrollspel
En underkategori till internetrollspel som påminner mer om att skriva fanfiction eller samskriva berättelser där ens rollperson är medverkande.
Aktiva sidor finns på fler olika sidor. En av dem är Terisian Island, som utspelar sig i en fiktiv stad utanför USA:s östkust.

### Levande rollspel/lajv
I levande rollspel försöker man, till skillnad från bordsrollspel, fysiskt återskapa den miljö som rollspelet utspelar sig i. På ett fantasy-lajv brukar spelarna ofta klä sig i medeltida kläder, bära ringbrynja etc. Ofta byggs också medeltida byggnader och läger. Andra lajvformer inkluderar alla möjliga genrer, från socialrealism till science fiction, och kan vara från några timmar till många dagar eller ibland veckor.

## Rollspelsmusik
Musik som används till och/eller är inspirerad av rollspel började komma på 90-talet och har sedan dess blivit alltmer vanligt. Bland de mer kända banden finns Midnight Syndicate, som gjort officiell musik till Dungeons and Dragons, samt Za Frûmi som gör musik inspirerad av orcher, vampyrer och vars instrumentala musik används flitigt. 
Det finns även grupper som skapat musik inspirerad av rollspelet Kult, Mutant, Call of Cthulhu och många andra.